# Eva Eriksson
Eva Eriksson (ur. 1949 w Halmstad) – szwedzka ilustratorka i autorka książek dla dzieci.
W Polsce jej książki publikuje głównie Wydawnictwo Zakamarki.

## Książki autorskie
| L.p. | Tytuł polski     | Tytuł oryginalny | Tłumaczenie       | Rok pierwszego wydania w Szwecji | Rok pierwszego wydania w Polsce | Wydawnictwo           |
| ---- | ---------------- | ---------------- | ----------------- | -------------------------------- | ------------------------------- | --------------------- |
| 1    | Mela na zakupach | Malla handlar    | Agnieszka Stróżyk | 1998                             | 2009                            | Wydawnictwo Zakamarki |
| 2    | Mela na rowerze  | Malla cyklar     | Agnieszka Stróżyk | 2003                             | 2009                            | Wydawnictwo Zakamarki |

## Książki z ilustracjami Evy Eriksson
| L.p. | Tytuł polski                                                  | Tytuł oryginalny                                               | Autor                                | Tłumaczenie               | Rok pierwszego wydania w Szwecji | Rok pierwszego wydania w Polsce | Wydawnictwo, ISBN                             |
| ---- | ------------------------------------------------------------- | -------------------------------------------------------------- | ------------------------------------ | ------------------------- | -------------------------------- | ------------------------------- | --------------------------------------------- |
| 1    | Miś Maksa                                                     | Max nalle                                                      | Barbro Lindgren                      | Katarzyna Skalska         | 1981                             | 2007                            | Wydawnictwo Zakamarki                         |
| 2    | Auto Maksa                                                    | Max bil                                                        | Barbro Lindgren                      | Katarzyna Skalska         | 1981                             | 2008                            | Wydawnictwo Zakamarki                         |
| 3    | Ciastko Maksa                                                 | Max kaka                                                       | Barbro Lindgren                      | Katarzyna Skalska         | 1981                             | 2007                            | Wydawnictwo Zakamarki                         |
| 4    | Lampa Maksa                                                   | Max lampa                                                      | Barbro Lindgren                      | Katarzyna Skalska         | 1982                             | 2008                            | Wydawnictwo Zakamarki                         |
| 5    | Miska Maksa                                                   | Max balja                                                      | Barbro Lindgren                      | Katarzyna Skalska         | 1982                             | 2007                            | Wydawnictwo Zakamarki                         |
| 6    | Piłka Maksa                                                   | Max boll                                                       | Barbro Lindgren                      | Katarzyna Skalska         | 1982                             | 2008                            | Wydawnictwo Zakamarki                         |
| 7    | Pieluszka Maksa                                               | Max blöja                                                      | Barbro Lindgren                      | Katarzyna Skalska         | 1994                             | 2008                            | Wydawnictwo Zakamarki                         |
| 8    | Smoczek Maksa                                                 | Max napp                                                       | Barbro Lindgren                      | Katarzyna Skalska         | 1994                             | 2008                            | Wydawnictwo Zakamarki                         |
| 9    | Jak tata pokazał mi wszechświat                               | När pappa visade mej världsalltet                              | Ulf Stark                            | Katarzyna Skalska         | 1998                             | 2008                            | Wydawnictwo Zakamarki                         |
| 10   | Esben i duch dziadka                                          | Så blev Farfar et spøgelse                                     | Kim Fupz Aakeson                     | Katarzyna Stręk           | 2004                             | 2006                            | Media Rodzina                                 |
| 11   | Przygody Astrid – zanim została Astrid Lindgren               | Astrids äventyr – innan hon blev Astrid Lindgren               | Christina Björk                      | Hanna Dymel-Trzebiatowska | 2007                             | 2007                            | Wydawnictwo Zakamarki                         |
| 12   | Księżniczki i smoki                                           | Prinsessor och drakar                                          | Christina Björk                      | Agnieszka Stróżyk         | 2011                             | 2011                            | Wydawnictwo Zakamarki                         |
| 13   | Kret sam na scenie                                            | Ensam mullvad på en scen                                       | Ulf Nilsson                          | Anna Szmit                | 2012                             | 2013                            | Wydawnictwo EneDueRabe                        |
| 14   | Rycerze i smoki                                               | Riddare och drakar                                             | Christina Björk                      | Agnieszka Stróżyk         | 2013                             | 2014                            | Wydawnictwo Zakamarki                         |
| 15   | Moje szczęśliwe życie                                         | Mitt lyckliga liv                                              | Rose Lagercrantz                     | Marta Dybula              | 2010                             | 2012                            | Wydawnictwo Zakamarki                         |
| 16   | Moje serce skacze z radości                                   | Mitt hjärta hoppar och skrattar                                | Rose Lagercrantz                     | Marta Dybula              | 2012                             | 2013                            | Wydawnictwo Zakamarki                         |
| 17   | Kiedy ostatnio byłam szczęśliwa                               | Sist jag var som lyckligast                                    | Rose Lagercrantz                     | Marta Dybula              | 2014                             | 2014                            | Wydawnictwo Zakamarki                         |
| 18   | Życie według Duni                                             | Livet enligt Dunne                                             | Rose Lagercrantz                     | Marta Dybula              | 2015                             | 2015                            | Wydawnictwo Zakamarki                         |
| 19   | Do zobaczenia następnym razem                                 | Vi ses när vi ses                                              | Rose Lagercrantz                     | Marta Dybula              | 2016                             | 2016                            | Wydawnictwo Zakamarki                         |
| 20   | Mattis i jego przygody w pierwszej, drugiej i trzeciej klasie | Metteborgs öden och äventyr i första, andra och tredje klassen | Rose Lagercrantz, Samuel Lagercrantz | Marta Dybula              | 2016                             | 2017                            | Wydawnictwo Zakamarki                         |
| 21   | Szczęśliwy ten, kto dostanie Dunię                            | Lycklig den som Dunne får                                      | Rose Lagercrantz                     | Marta Dybula              | 2018                             | 2018                            | Wydawnictwo Zakamarki                         |
| 22   | Lepsza miłość niż brak miłości                                | Kärlek är bättre än ingen kärlek                               | Rose Lagercrantz                     | Marta Dybula              | 2019                             | 2020                            | Wydawnictwo Zakamarki                         |
| 23   | Opowiastka o staruszku i psie                                 | Sagan om den lilla farbrorn                                    | Barbro Lindgren                      | Katarzyna Skalska         | 2010                             | 2021                            | Wydawnictwo Zakamarki                         |
| 24   | Lis i skrzat                                                  | Räven och Tomten                                               | Astrid Lindgren                      | Anna Węgleńska            | 2017                             | 2022                            | Wydawnictwo Zakamarki                         |
| 25   | Święta w Wielkim Lesie                                        | Jul i Stora Skogen                                             | Ulf Stark                            | Agnieszka Stróżyk         | 2012                             | 2023                            | Wydawnictwo Zakamarki, ISBN 978-83-7776-258-5 |